# Acció Escolta de Catalunya
Acció Escolta de Catalunya est une fédération de scouts catalans, créée en 2002. Elle est définie comme une association de citoyens actifs, qui forme à la démocratie. Cette association de scoutisme est pluraliste. Elle est actuellement constituée de 16 groupes locaux.
Elle est membre de la fédération du scoutisme espagnol (Federación de Asociaciones Scouts de España) et de la Fédération des scouts et guides de Catalogne. L'association est membre de l'OMMS et de l'AMGE.